# Баратова, Мукаддас
Мукаддас Баратова (тадж. Муқаддас Баротова; 1909 год, Регар, Сары-Ассийское бекство, Бухарский эмират — 1950 год, Пахтаабадский район, Таджикская ССР) — хлопковод, звеньевая колхоза имени Крупской Пахтаабадского района Сталинабадской области. Герой Социалистического Труда (1948).
С 1934 года — рядовая колхозница, звеньевая хлопководческого звена колхоза имени Крупской Пахтаабадского района.
В 1947 году звено Муккадас Баратовой получило в среднем по 85,2 центнера хлопка-сырца с каждого гектара на участке площадью 5,12 гектаров. Указом Президиума Верховного Совета СССР от 1 марта 1948 года «за получение высокого урожая хлопка при выполнении колхозом обязательных поставок и натуроплаты за работу МТС в 1947 году и обеспеченности семенами зерновых культур для весеннего сева 1948 года» удостоена звания Героя Социалистического Труда с вручением Ордена Ленина и золотой медали Серп и Молот.
Скончалась в 1950 году.
Награды
- Герой Социалистического Труда
- Орден Ленина
- Орден Трудового Красного Знамени (23.06.1949)
- Почётная Грамота Президиума Верховного Совета Таджикской ССР